# Rubcze (obwód rówieński)
Rubcze (ukr.  Рубче) – wieś na Ukrainie w rejonie rówieńskim obwodu rówieńskiego.
W 2001 roku liczyła 172 mieszkańców.